# アブドーラ・ザ・ブッチャー
アブドーラ・ザ・ブッチャー（Abdullah the Butcher）のリングネームで活躍したラリー・シュリーヴ（Larry Shreve、本名：Lawrence Robert Shreve、1941年1月11日 - ）は、カナダ出身の元プロレスラー。オンタリオ州ウィンザ－生まれ。
生年は1936年ともされる。ギミック上の出身地はアフリカのスーダン。日本でのニックネームは「黒い呪術師」、入場テーマ曲はピンク・フロイドの『吹けよ風、呼べよ嵐』。
プロレス界を代表する悪役レスラーの一人で、2011年にはWWE殿堂入りしている。来日回数は140を超えており、これは歴代外国人レスラーとしては最多である。また親日家であり、現夫人は韓国人と日本人のハーフでもある。　

## 来歴
ネイティブ・アメリカンの父親とアフリカ系アメリカ人の母親の間に生まれる。出生時は4ポンド（約1800グラム）にも満たない小さな新生児だった。両親と男女8人の兄弟姉妹に囲まれ、幼少期は貧しいながらも幸せな家庭で育った。ほどなくして家計を助けるため廃品リサイクル、新聞売り、靴磨き等の小遣い稼ぎを経ながら、独自のビジネス感覚を身に付けていく。
中学生になった頃、近くの警察署で開催されていた柔道と空手のスクールに通い始める。それまで未経験だった格闘技を学ぼうと思った動機は「無料だったから」である。成長期に本格的にスポーツに取り組んだことと肉体労働とが幸いし、青年期には180cm90kgの体格を有するにまで成長する。ある日たまたまプロレス興行を見に行き、「自分もプロレスで稼げるのではないか」と考えるようになった。
1961年、モントリオール地区のプロモーターだったジャック・ブリットンにスカウトされデビュー。デビュー当時は「プッシーキャット・パイキンス（Pussycat Pikens）」「ゼーラス・アマーラ（Zelis Amara）」などを名乗っていたほか、現在の「アブドーラ・ザ・ブッチャー（Abdullah the Butcher）」に落ち着くまで何回かリングネームを変えている。また、海外武者修行中のサンダー杉山ともしばしばタッグを組んだ。
1960年代はカナダ各地を主戦場に、バンクーバーではドクター・ジェリー・グラハムと組んで1967年10月2日にクリス&ジョン・トロスからNWA世界タッグ王座（バンクーバー版）を奪取、同月から11月にかけてはジン・キニスキーのNWA世界ヘビー級王座に連続挑戦した。モントリオールでは1969年7月14日、イワン・コロフを破りインターナショナル・ヘビー級王座を獲得。1970年にはスチュ・ハートの主宰するカルガリーのスタンピード・レスリングでビル・ロビンソンと北米ヘビー級王座を争った。1971年8月30日には古巣のモントリオールにて、ミスター・Xを下してインターナショナル・ヘビー級王座に返り咲いている。
1970年代前半はアメリカの五大湖地区を拠点に活動。1972年6月24日にはオハイオ州アクロンにて、アーニー・ラッドを破りNWF世界ヘビー級王座を獲得。同地区ではラッドやジョニー・パワーズらと抗争を繰り広げた。ザ・シークの牛耳るデトロイトでは、ボボ・ブラジルを相手にNWA世界タッグ王座やUSヘビー級王座を巡る抗争を展開した。

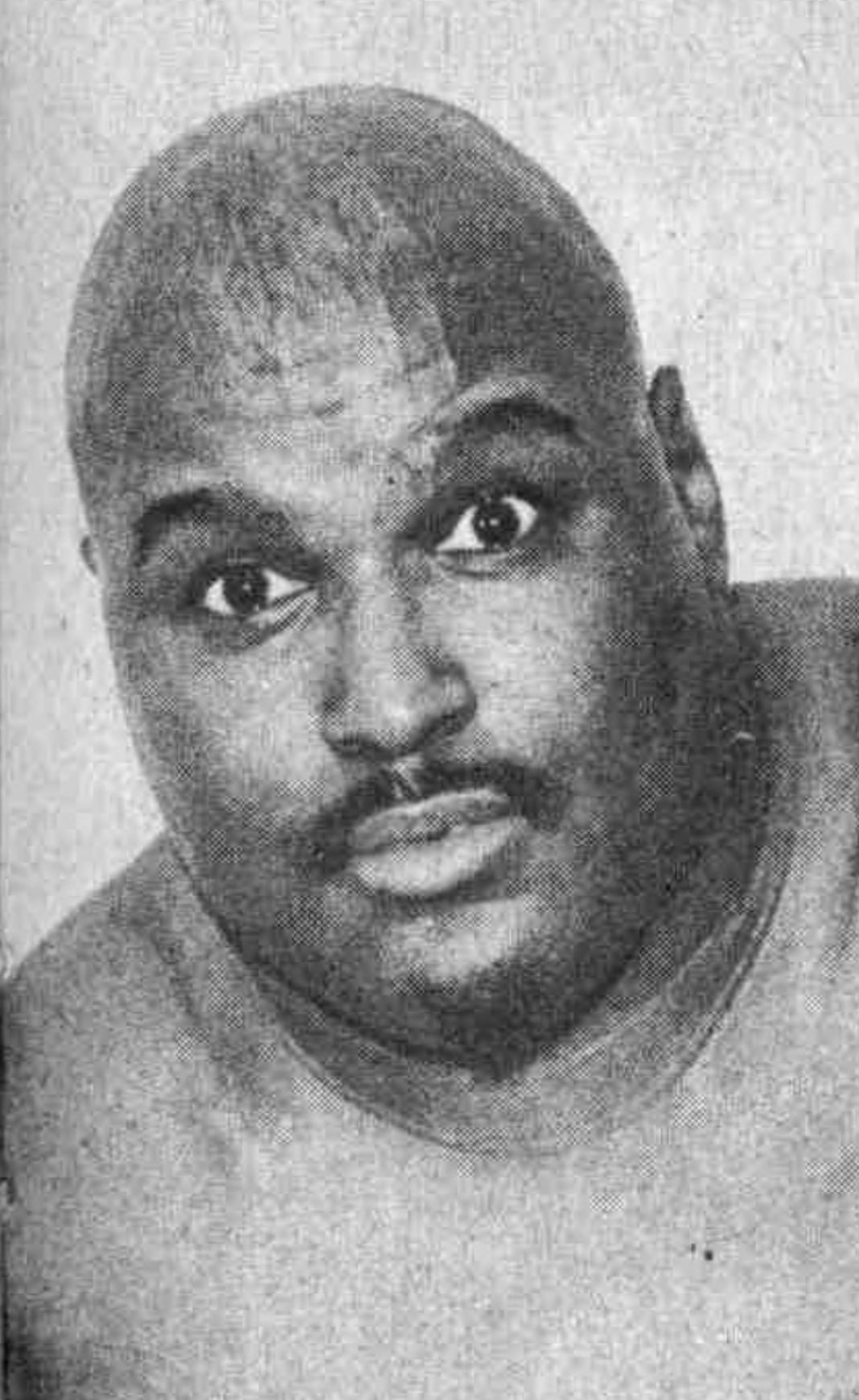
1973年

南半球にも遠征しており、1973年11月にはオーストラリアにてNWA世界ヘビー級王座に挑戦。王者ジャック・ブリスコからフォールを奪うも、ラフファイトが反則とみなされ王座は剥奪、幻の戴冠となった。ニュージーランドでは、1974年3月12日にジョン・ダ・シルバを破り英連邦ヘビー級王座を獲得している。
1970年代半ばからは日本を主戦場としつつ、現在のホームタウンであるアメリカ南部のジョージア地区に進出、ジム・バーネットが主宰するジョージア・チャンピオンシップ・レスリングのトップ・ヒールとなり、1975年2月21日にはロッキー・ジョンソンからNWAジョージア・ヘビー級王座を、1977年2月11日にはトニー・アトラスから同TV王座をそれぞれ奪取した。
1980年代は日本遠征の合間を縫って、エディ・グラハム主宰のフロリダ地区やジム・クロケット・ジュニア主宰のミッドアトランティック地区など当時のNWAの主要テリトリーにも特別参戦。フロリダではダスティ・ローデス、ワフー・マクダニエル、ブラックジャック・マリガンらと遺恨試合を展開した。ミッドアトランティックでは1983年11月24日の『スターケード』、1985年7月6日の『グレート・アメリカン・バッシュ』、それぞれの第1回大会に出場している。
また、この時期には日本参戦と並行してプエルトリコのWWCにも頻繁に遠征。同地の英雄カルロス・コロンやブルーザー・ブロディらと抗争を繰り広げた。なお、ブロディのラストマッチにおける対戦相手はブッチャーだった（1988年7月15日、ブロディ&コロンVSブッチャー&ダニー・スパイビー）。
1991年にはWCWに登場し、同年10月27日の『ハロウィン・ヘイボック91』における「チェンバー・オブ・ホラー金網電気椅子デスマッチ」（スティング&リック・スタイナー&スコット・スタイナー&エル・ヒガンテVSブッチャー&ベイダー&カクタス・ジャック&ダイヤモンド・スタッド）では敗者となり、全身に電流を流された。
以降はセミリタイア状態となるも、日本やプエルトリコを中心に北米各地のインディー団体にも単発参戦。1994年にはニュージャージー州アトランティックシティのWWAに出場し、ジェリー・ローラーやリック・マーテルと対戦した。プエルトリコでは1996年2月10日、メイブルを破りWWCユニバーサル・ヘビー級王座を獲得。同王座は2004年1月3日にもカーリー・コロンから奪取しており、これが最後のタイトル戴冠となっている。
2008年12月にプエルトリコ、2009年4月にはカナダで引退試合を行った。それぞれ地域限定での引退であり、この時点では「日本では生涯現役」と語っていた。

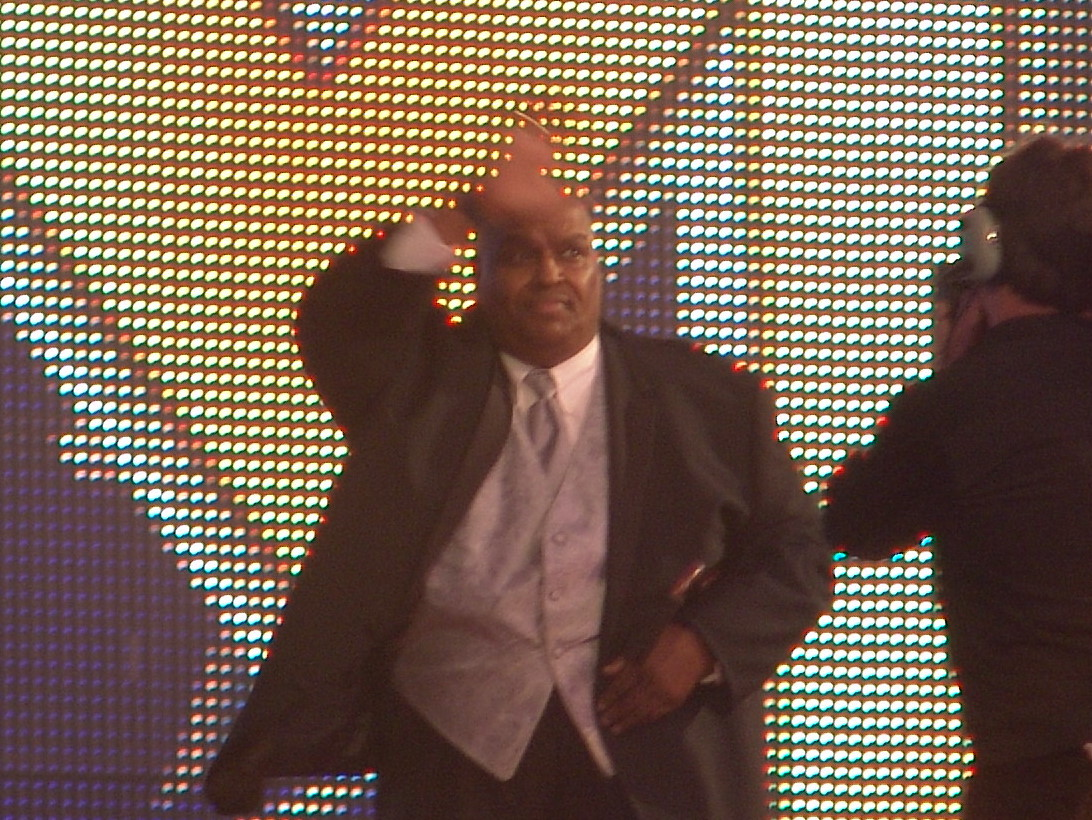
WWE殿堂セレモニーにて（2011年4月）

2011年3月、プロレス界における功績をたたえハードコア・レスリングのレジェンドとしてWWE殿堂に迎えられた。インダクター（プレゼンター）は、流血の大抗争を展開した因縁のライバル、テリー・ファンクが務めた。
2012年1月2日、日本でも現役引退を表明。2019年2月19日、日本にて現役引退セレモニーが行われた（下述）。

## 日本での活躍

### 日本プロレス参戦期（1970年 - 1972年）
1970年8月、日本プロレスの『サマー・ビッグ・シリーズ』に初来日。日本ではほぼ無名の存在であったが、開幕戦のBI砲とのタッグ戦でジャイアント馬場からピンフォールを奪い、東京スタジアム大会での馬場との初シングルでは桁外れの場外戦を繰り広げるなど、シリーズが進むにつれて人気が沸騰。シリーズの外国人エースと目されていたカール・ハイジンガー以上の活躍を果たし、最終戦となる9月17日の台東区体育館大会ではハイジンガーに代わって、馬場の保持していたインターナショナル・ヘビー級王座に挑戦した。
その後1971年、1972年と2年連続『ワールドリーグ戦』にアフリカ代表として参戦、1971年大会では優勝決定戦に進出するなど、大物外国人レスラーとしての地位を確立した。

### 全日本プロレス参戦期（1972年 - 1981年）
1972年に馬場が全日本プロレスを旗揚げすると、同団体の常連ヒールとなり、馬場やジャンボ鶴田、ザ・デストロイヤー、ザ・ファンクスをはじめとする人気レスラーと幾多の抗争を繰り広げた。その後は全日本の外国人選手を束ねるなどの権力を持つようになり、馬場にとってブッチャーは欠かせない存在となった。
馬場との対戦は全日本プロレスのドル箱カードとなり、その抗争は延べ20年の長きに渡った。PWFヘビー級王座、インターナショナル・タッグ王座などをめぐり、数々の死闘を重ねた。ブッチャー自身「馬場との闘いはすべてが記憶に残っていて、すべてに満足している」「馬場というライバルがいたからこそ、私は日本の観客が何を望んでいるか理解でき、彼らを喜ばすための技術を向上させることができた」と語っている。
1972年、日本陣営に加わったデストロイヤーとの抗争を開始、初期の全日本プロレスを支える人気カードとなった。1974年の『第2回チャンピオン・カーニバル』では、3回の再試合が行われたが決着がつかず、両者失格。USヘビー級王座をめぐる一連の闘いはお互いに隠し持った凶器で攻撃する凄惨なものとなり、足4の字固めを狙うデストロイヤーに対し火炎攻撃を繰り出したこともあった。
1975年12月の『オープン選手権』では、ハーリー・レイスの左肩を脱臼させ途中棄権に追い込んだ。さらに翌日の「力道山十三回忌追善特別大試合」（日本武道館）では「頭突き世界一決定戦」と題された大木金太郎戦の試合前、欠場の挨拶をするレイスを急襲し因縁に火がつく形となった。1976年5月、『第4回チャンピオン・カーニバル』優勝決定戦で馬場を下し初優勝。このリーグ戦における大木との日大講堂でのシングルマッチにレイスが乱入、エキサイトのあまり会場を飛び出してのストリートファイトとなり、交通機関を麻痺させる騒ぎを起こした。川崎市体育館で行われたレイスとの決着戦は、ブッチャーのキャリアの中でもトップクラスの大流血戦となりノーコンテストに終わった。
1977年の『世界オープンタッグ選手権』ではザ・シークとの「地上最凶悪コンビ」を実現させ、ファンクスと抗争を展開。12月15日に蔵前国技館で行われたファンクスVSブッチャー&シークの最終戦は、とりわけ壮絶な試合展開となった。ブッチャーがテリー・ファンクの右腕に凶器のフォークを突き立てるシーンは観客や視聴者に戦慄を与え、テリーが兄ドリー・ファンク・ジュニアを救出すべく左ストレートを連打する姿は名場面となった。
1978年10月18日にはビル・ロビンソンを破り、PWFヘビー級王座を奪取する。馬場を相手に1度防衛に成功するが、翌年2月10日のシカゴにおける再戦で敗れ、馬場に奪還された。
1979年5月、『第7回チャンピオン・カーニバル』優勝決定戦で鶴田を破り2度目の優勝。同年8月26日、新日本プロレスのトップヒールであったタイガー・ジェット・シンと組み、『プロレス夢のオールスター戦』（日本武道館）で馬場&アントニオ猪木の復活BI砲と対戦した。同大会を挟んで行われた『ブラック・パワー・シリーズ』ではミル・マスカラスと抗争、執拗に覆面を剥ぎにかかるが、決着戦は両者リングアウトに終わっている。同シリーズで実現したボボ・ブラジルとの「黒人最強コンビ」は馬場&鶴田を苦しめたものの、最終戦で仲間割れした。同年10月12日にはレイ・キャンディとのコンビでインターナショナル・タッグ王座に就いている。
1979年12月、『世界最強タッグ決定リーグ戦』最終戦で、地獄突き誤爆に怒ったシークの火炎攻撃を受け仲間割れ。以降は1970年代にカルガリー地区で流血の抗争を展開したキラー・トーア・カマタとコンビを組み、シークとは幾多の流血戦を繰り広げた。1980年、『第8回チャンピオン・カーニバル』ではキャンディとミステリアス・アサシンを配下に、テリー、ディック・スレーター、テッド・デビアスらファンク・ファミリーと軍団抗争を展開する。この大会期間中、そのシークとの因縁の対決が5月2日の後楽園ホールで行われた際、当時の『全日本プロレス中継』での実況を担当していた倉持隆夫アナウンサーの額にも大流血の損傷を負わせることになった。なお、この試合は当初録画中継される予定で収録済みであったが、局側の判断でお蔵入りとなり、後年の懐古番組で日の目を見ることとなる。同年10月13日には鶴田からUNヘビー級王座を奪取している。

### 新日本プロレス参戦期（1981年 - 1985年）
ブッチャーは1980年暮れに、馬場に対して新日本プロレスへ移籍する意思を伝えていた。1981年に開催された全日本プロレスの3シリーズには契約通り参戦し『'81インター・チャンピオン・シリーズ』全日程終了の翌日である5月1日に帰国した。翌週の5月8日、新日本プロレス『第4回MSGシリーズ』開幕戦の川崎市体育館大会にユセフ・トルコと一緒に現れ、そのまま新日本に移籍。新たにアントニオ猪木を標的とする。新日本への移籍工作は、トルコが新間寿に提案し、新間が猪木にブッチャーの移籍話を打診したことで実現したものだった。移籍の名目は全日本におけるファイトマネーに対する不満と「IWGP参戦」であったが、実際にリーグ戦にエントリーされることはなかった。
この新日本の行為に対して、馬場および「全日本プロレス中継」のプロデューサーであった原章は激怒。原はブッチャーを引き抜かれた直後から馬場に相談を持ち掛け、2人の合意の下で全日本と日本テレビによる新日本への復讐が開始された（この移籍は全日本と新日本の選手引き抜き戦争の発端となり、全日本は同年に新日本への報復としてタイガー・ジェット・シンとスタン・ハンセンを引き抜いた）。
新日本でのブッチャーはバッドニュース・アレンやS・D・ジョーンズとユニットを結成し、猪木や坂口征二、藤波辰巳らとの抗争を開始。初代タイガーマスクとも6人タッグマッチで対戦した。しかし、1982年1月28日に東京都体育館にて行われた猪木とのシングルマッチはアレン乱入による反則負けに終わり、10日後の同年2月7日に同じ東京都体育館で行われた馬場VSハンセンに話題をさらわれる格好となった。猪木との試合は噛み合わないことも多く、その後はやや精彩を欠く存在となった。
1982年5月にはハルク・ホーガンとのシングルマッチも実現、両者リングアウトの戦績を残した。さらにはワフー・マクダニエル、ダスティ・ローデス、ディック・マードックといった強豪レスラーとも対戦している。ラッシャー木村との共闘および仲間割れによる抗争アングルも組まれた。しかし、猪木とのシングルマッチの再戦は1985年1月25日の『'85新春黄金シリーズ』徳山大会まで3年間実現しなかった。この試合もほとんど話題にはならず、蹴りの連打からブレーンバスターで新日本移籍以来初のフォール負けを喫した。同シリーズでは上田馬之助ともシングルマッチで対戦したが、これが最後の新日本参戦となった。
後年、2019年2月19日に開催された『ジャイアント馬場没20年追善興行〜王者の魂〜』に来日した際、新日本プロレス移籍に至った経緯を「移籍する際、馬場に『向こうは破格のギャラを提示してきた』と打ち明けた。馬場は、葉巻を吸いながら言葉ではなく、目と目のコミュニケーションで『それだったら行ってもいいよ』と言った。だから私は新日本に行った」と自ら証言した。この当時のことを新日本の営業部長であった大塚直樹が回想しているが「IWGPにエントリーさせなかったのは、IWGPの次のシリーズの目玉外国人にしたかったから」「地方興行の際、タニマチとの宴会に嫌がらず参加してくれた」などと、プロとしてフロントとの関係が良好であったことが明かされている。事実、移籍時に交わした契約通りのギャラが契約切れまできちんと支払われたと自著で記している。

### 全日本プロレス復帰（1987年 - 1996年）
1987年11月に全日本プロレスに復帰し、TNTとのコンビで『世界最強タッグ決定リーグ戦』に参戦した。どの会場でもブッチャー人気が爆発して、全盛期であった1980年頃を彷彿させる大「ブッチャー」コールも起きるようになった。
1988年にはタイガー・ジェット・シンとの「凶悪タッグ」が復活。ブルーザー・ブロディ追悼試合ではスタン・ハンセンと対戦し、ブロディのチェーンで互いの額を叩き割る大流血戦となった。1990年9月30日の「馬場デビュー30周年記念試合」においては馬場と初タッグを結成して、ハンセン&アンドレ・ザ・ジャイアントと対戦。馬場の左大腿骨骨折からの復帰戦の相手も務めた。その後、鶴田とのタッグも実現した。
1990年代前半にはジャイアント・キマラ（2代目）とのタッグが定着。ベビーフェイスに転向し始め、試合後のお辞儀や空手パフォーマンスで人気を博す。馬場同様に第一線からは退いて「楽しいプロレス」を担当するようになり、前座で観客を暖める役割を担った。

### インディー団体参戦期（1996年 - 2000年）
1996年、東京プロレス（第二次）に突如移籍するとかつての凶器攻撃、流血戦が復活。同団体では高田延彦との異次元対決が実現した。1997年には天龍源一郎率いるWARに参戦し、北尾光司と巨漢タッグを結成。1999年から戦場としたグレート小鹿の大日本プロレスでは、BJW認定デスマッチヘビー級王座を獲得した他、アブドーラ小林との師弟対決が話題となった。

### キャリア末期 - 引退（2001年 - 2019年）
2001年の『ジャイアント馬場三回忌追悼興行』（東京ドーム）を機に、三度全日本に復帰。同大会ではキマラと組み、テリー・ファンク、大仁田厚組と対戦した。
武藤敬司社長体制になってからも参戦している。2002年にはテリーとのタッグが実現。2003年には武藤やボブ・サップらと「チームW-1」を結成し、RO&Dと闘った。自身と同じくプロレス・格闘技の枠を越えて人気者となったサップを非常に気に入っており、インタビュー等ではしばしば「私の息子だ」と語っている。ファンタジーファイトWRESTLE-1では2度にわたり「SATA...yarn」こと佐竹雅昭と対戦し、いずれもフォール勝ち。2005年のW-1では中嶋勝彦からも勝利を奪い、健在ぶりを見せつけた。
2007年5月9日にハッスルに参戦し、芸人RGと対戦して勝利。12月には『世界最強タッグ決定リーグ戦』に12年ぶりに参戦、鈴木みのるとタッグを組んだが、勝ち点8で優勝決定戦進出はならなかった。同期間中IWA・JAPAN にも出場、ミックスドマッチでダンプ松本とのタッグが実現した。2008年1月2日の『新春シャイニングシリーズ』における恒例のバトルロイヤルでは優勝を果たしている。
2009年7月19日、神戸ワールド記念ホールにて開催されたDRAGON GATEの『真夏の祭典』に登場、ハリウッド・ストーカー市川より2分34秒でピンフォールを奪った。同月26日の『ハッスル・エイド2009』（両国国技館）でタイガー・ジェット・シンとのコンビを20年ぶりに復活させ、HG＆RG組と対戦するも仲間割れ。30日の遺恨決着戦（後楽園ホール）では、お互い1度もリングに上がることなく両者反則に終わった。
2010年1月4日、新日本プロレス『レッスルキングダムIV IN 東京ドーム』に参戦、ブッチャーの新日本マット登場は25年ぶりとなった。矢野通、飯塚高史、石井智宏と組み、テリー・ファンク、長州力、蝶野正洋、中西学組と対戦。飯塚と仲間割れして地獄突きを見舞い、テリー組の勝利をアシストする形になった。2月11日、『大阪ハリケーン2010』で大阪プロレスに初参戦、8人タッグマッチに出場した。3月22日、DRAGON GATE『COMPIRATION GATE 2010』に出場し、オープン・ザ・トライアングル・ゲート選手権で曙と初対戦。望月成晃にフォール負けを喫した。7月11日、DRAGON GATE『KOBEプロレスフェスティバル2010』では曙と初タッグを結成。お笑いサバイバル・ハンディキャップドリームマッチに出場した。同18日には東京愚連隊主催で来日40周年記念興行『BUTCHER FIESTA〜血祭り2010〜』を開催。鈴木と組み、藤原喜明、NOSAWA論外組と対戦した。
2011年8月27日、東日本大震災復興イベント『INOKI GENOME 〜Super Stars Festival 2011〜』に登場、恒例の猪木劇場においてシンとともに猪木を襲撃した。
2012年1月2日、全日本プロレス『新春シャイニング・シリーズ』開幕戦において現役引退を表明した。
2019年2月19日、平成最後のプロレスオールスター戦となる『ジャイアント馬場没20年追善興行〜王者の魂〜』（両国国技館）に登場。ブッチャー現役引退セレモニーが行われ、愛弟子のアブドーラ小林が車椅子を押し、テンカウントゴングが鳴らされた。引退式については、当日のNHK『ニュースウオッチ9』で特集が組まれた他、翌日の一般紙でも報道された。

## リング外での活躍
ヒールでありながら、愛嬌ある独特のキャラクターと憎めない風貌で絶大な人気を集めCMにも起用された。
1979年、河口仁による漫画『愛しのボッチャー』が講談社『週刊少年マガジン』にて連載開始。悪役ながらドジで憎めないブッチャーならぬ「ボッチャー」が、「ジャイアント葉場」「アントニオ猪林」らとドタバタを繰り広げるプロレスギャグ漫画で、ブッチャー人気の火付け役となった。翌1980年には「サントリーレモン」のテレビコマーシャルに出演、モデルの影山真澄と共演した。CMソング『レモンのキッス』（アパッチ）のレコードジャケットにも起用されている。さらにテイチク（Continental）からレコード『ザ・ブッチャー』をリリース。ブッチャーが叫び、『全日本プロレス中継』で実況を担当していた日本テレビのアナウンサー（当時）の倉持隆夫と松永二三男が歌声を披露する異色の内容でジャケットには河口仁のイラストが使用された。
1981年、東映映画『吼えろ鉄拳』に出演。真田広之と共演し、用心棒・スパルタカスを演じた。翌年には著書『プロレスを10倍楽しく見る方法』『続・プロレスを10倍楽しく見る方法』（訳：ゴジン・カーン）を刊行。いずれもベストセラーとなった。
これら以外にも、多くのテレビ番組やCMに出演している。ブッチャー本人によると、これまでに家族を日本に連れてきたことがないため「日本では俺は人気者だ」と言っても全然信用されないという。

## 人物

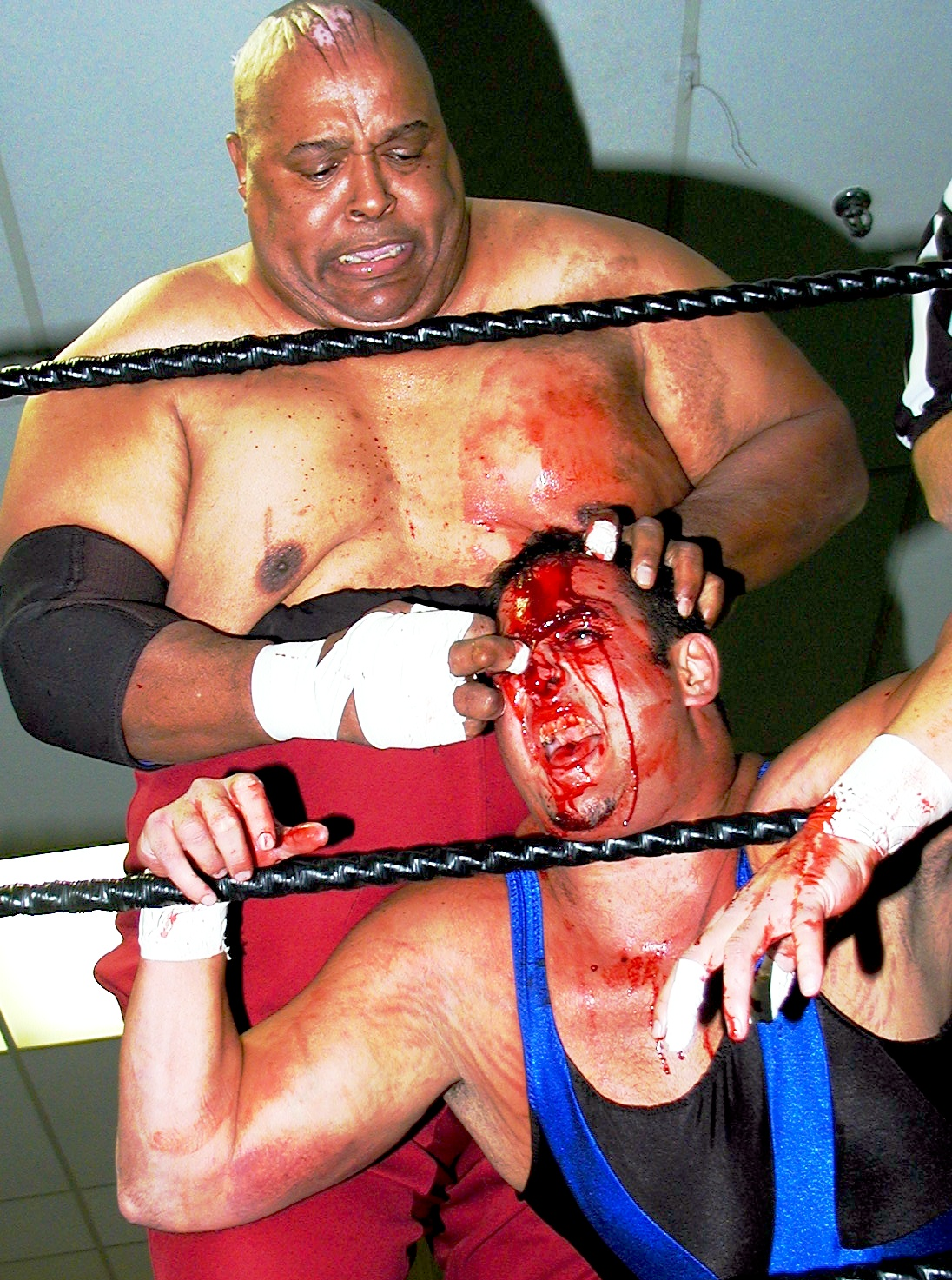
カナダ・ケベック州の興行にて（2004年11月）

日本のプロレス界に一大旋風を巻き起こした悪役レスラーの一人である。全盛期のファイトスタイルはフォークなど隠し持った凶器で相手を流血させ、地獄突きなどの空手殺法から「毒針エルボー」と表現されたエルボー・ドロップでとどめを刺すというもの。1980年前後はマンネリ防止のためか、クラッシャー・ブラックウェルから伝授された山嵐流バックフリップをフィニッシュに用いていたが、定着はしなかった。空手七段という触れ込みであり、ブッチャーが息を吐きながら空手の構えをすると喝采が起きた。
その強烈なインパクトから、当時ゲームやマンガにおいて悪役レスラーが登場する場合、ブッチャーをモデルとしたキャラクターになることが多かった。また、小・中学生の間で「ブッチャー!」と叫びながら地獄突きをする行為が流行り、当人が全盛期を過ぎてもその行為は根強く残った。そうした理由からか、日本での知名度は今なお幅広い層にわたる。
『全日本プロレス中継』や大会パンフレット等では、しばしば「知名度No1外国人レスラー」と紹介されていた。大日本プロレス参戦時には、社長のグレート小鹿が『週刊プロレス』誌上で「集客力があるから（ブッチャーを）呼ぶんです。特に地方での集客が違いますね」と語っている。
相手を流血させるだけでなく、自らもよく流血した。そのため額は傷を負いすぎて皮膚が弱くなり、少し頭をぶつけただけでも流血するようになってしまった。その傷はブッチャーのトレードマークとなっている。クラブのホステスから「本物の血か?」と尋ねられた際、ブッチャーはカミソリを手に額を切り刻み、さらに針と糸で自ら縫い合わせたというエピソードがある。
試合中に見せる空手ポーズは、「全日本プロレス中継」のプロデューサーを務めた原章が教えたものである。原との関係は新日本プロレス移籍まで良好であったが、新日本プロレス移籍と同時に関係は途絶え、原自身もブッチャーが1987年に全日本プロレスへ復帰して4か月後である1988年3月に「全日本プロレス中継」のプロデューサーを勇退した。
ミスター高橋も自身の著書の中で、「今日の試合は流血は無しだ」とあらかじめ伝えられていたにもかかわらず、ブッチャーがこっそり隠し持っていた何らかの道具（カッターナイフを加工した物ではないかと解説されている）で自らの額を切り裂き流血、試合が台無しになってしまったことが何度かあったというエピソードを語っている。これについて高橋は、当時のブッチャーは既に全盛期を過ぎており（新日移籍時で40歳、当時の公称年齢では45歳）、その衰えを隠すためのブッチャーなりの苦心から出た行為ではなかったかと推測している。
WCWにてタッグを組んでいたミック・フォーリーによれば、ブッチャーは打ち合わせの内容を覚えないので、試合前に打ち合わせすることはなかったという。また、自分で持ち込んだ凶器を入れた場所すら忘れたこともあったとのこと。
私生活では金銭にルーズなようで、かつて遠征先でタイガー・ジェット・シンが同部屋に泊まった際、シンが起きる前に宿泊費を払わずホテルを出てシンを激怒させたというエピソードがある。また、アブドーラ小林はブッチャーの付き人時代、六本木での夜遊びの運転手も務めたが、駐車料金計20万円を払ってもらえなかったという。また、秋山準は全日本プロレスの若手時代にブッチャーから「コーラを買ってきてくれ」と言われ急いで買ってきたものの、ブッチャーは「サンキュー」と感謝を述べるだけで代金を支払ってくれることはなかったという。
一方で、若手選手らに対しては、面倒見のいい面もある。大仁田厚や渕正信は、全日本プロレスの若手時代にブッチャーと親交があったことを語っている。新日本プロレス時代には、リング外でスパーリングをしていた前田日明と藤原喜明に小遣いを与え、また後年、鈴木みのるがタオルを頭からかぶって入場するのを見て「ガウンを作れ」と小遣いを与えたこともあった。また、食事をおごれば気さくに話してくれるという一面もある。
ミスター高橋によると、黒人差別に対しては強硬な反発心を持つことはなく、むしろ差別は自然なことだと割り切り、相手が何も言っていないのに自嘲気味に自ら差別の有無についての話題を振るなどした。
天龍源一郎の証言によると、全盛期当時カナダ人としてプロレスのトップに立つ黒人であったいうことでプライドが高かったといい、リングを降りるとスーツやアクセサリーで着飾っていたという。一方、興行主との宴席も断らないなど人付き合いがよく、ブッチャーを悪く言う興行主はいなかったという。ブッチャーは祝儀のために興行主には愛想良くしていたが、この点では興行主との付き合いが下手なスタン・ハンセンやブルーザー・ブロディとは好対照を為していた。
来日の際にはしばしば老人ホームへ慰問に訪れている。近年の日本向けインタビューでは「親をリスペクト（尊敬）しろ。親を尊敬しない人間の面倒など誰も見てくれないぞ」「日本人はアメリカ風になりすぎて古い日本の良さを忘れている」など、悪役らしからぬ真面目な発言もしている。この発言は自身の引退セレモニーの挨拶でも見られた。
また、実業家の一面も持ち、かつてアメリカ・ジョージア州アトランタで「Abdullah the Butcher's House of Ribs and Chinese Food」というバーベキューレストランを経営していた。
現役時代末期は離婚で財産を失ったり、「C型肝炎をうつされた」としてプロレスラーから提訴されて230万ドルの支払いを命じる判決を言い渡されたりと、私生活の問題で苦難に喘いだ。

### ジャイアント馬場との関係
馬場との関係はブッチャーに言わせると、「葉巻仲間」である。葉巻を嗜むレスラーが少ないため、話をできるのは馬場くらいだった。会ったときにはお互い手持ちの葉巻を1本ずつ交換して吸っていたという。
また、馬場が死去する少し前に「ジャイアント馬場が自分に何か語りかけてくるが、何を言っているのか分からず声をかけると目が覚める」という夢を何度も見たとのこと。入院したとは聞いていたので、心配からそういう夢を見るのかと思っていたが、死んだと聞いたときには本当に驚いたという。このことについては「俺が死んだら馬場に聞いてみるよ。『あのとき何を言いたかったんだ?』って」とコメントしている。
プライベートでは「ミスター馬場」と、敬称をつけていた。

### 岡田彰布との関係
ルーキー時代の阪神タイガース・岡田彰布（現監督）に対し「こいつは、絶対に大物になる」と賛辞を送り、食事を共にするなど交流があった。岡田の後援会・岡田会は当時、ブッチャーの後援会もしていた。岡田は現在でも恩を感じており、2005年の阪神リーグ優勝の際には祝勝会にブッチャーを招待するプランもあったが、実現はしなかった。

## 得意技
地獄突き
ブッチャーの代名詞的な技。バンデージで固めた指先を揃え、相手の喉元を突き上げる（空手における貫手にあたる技）。打撃を防御してのカウンター、ダウンした相手への追撃など、様々な状況で繰り出される。技を出す前後に独特の空手ポーズを見せることも多い。
毒針エルボー
ロープに走りこんで勢いをつけてから喉元に肘を落とし、そのまま覆いかぶさってピンフォールを奪う。ブッチャーの絶対的なフィニッシュ・ムーブである。全盛期には高くジャンプし、全体重を乗せて落としていた。馬場の弁によれば「まともに食らったらまず返せない」ほどの威力を持つという。
ヘッドバット
通常のヘッドバットの他、サードロープに片足を掛けてその反動を利用する一本足頭突きも得意とした。
ソバット
巨体を器用に回転させての後ろ蹴り。第一線を退いてからはほとんど使われていない。
トーキック
つま先を鋭く尖らせてカールさせた通称「凶器シューズ」による空手フォームでのつま先蹴り。レスラーとしてのブッチャーのシビアな部分を代表する技であり、特に1988年1月2日の対輪島大士戦において強烈な印象を残した。
凶器攻撃
凶器としてはフォークが有名だが、ほかにも五寸釘、ビール瓶、ハンガーなど様々な物を使用している。テリー・ファンクの胸を割れたビール瓶で突き刺して絶叫させたこともある。
山嵐
抱え式バックドロップの要領で相手を両肩に乗せて担ぎ上げ、そのまま後ろに倒れ込んで相手の後頭部や背中を叩きつける変形バックフリップ。山嵐流バックフリップとも呼ばれる。柔道における同名の投げ技とは別物で、アングル・スラムに類似した技である。1979年10月の全日本プロレス「ジャイアント・シリーズ」に同時参戦したクラッシャー・ブラックウェルに伝授された

## 獲得タイトル
全日本プロレス
- PWFヘビー級王座：1回
- PWF USヘビー級王座：1回
- PWF南半球ヘビー級王座：不明
- UNヘビー級王座：1回
- インターナショナル・タッグ王座：1回（w / レイ・キャンディ）
- チャンピオン・カーニバル優勝：2回（1976年、1979年）
- 新春ヘビー級バドルロイヤル優勝：1回（2008年）

NWAビッグタイム・レスリング
- NWA USヘビー級王座（デトロイト版）：1回
- NWA世界タッグ王座（デトロイト版）：1回（w / キラー・ブルックス）

NWAオールスター・レスリング
- NWA世界タッグ王座（バンクーバー版）：1回（w / ドクター・ジェリー・グラハム）
- NWAカナディアン・タッグ王座（バンクーバー版）：2回（w / ドクター・ジェリー・グラハム、アーマン・ハッサン）

スタンピード・レスリング
- NWAカナディアン・ヘビー級王座（カルガリー版）：1回
- スタンピード北米ヘビー級王座：6回

ジョージア・チャンピオンシップ・レスリング
- NWAジョージア・ヘビー級王座：1回
- NWAジョージアTV王座：1回

オールスター・プロレスリング
- NWA英連邦ヘビー級王座（ニュージーランド版）：1回[16]

ナショナル・レスリング・フェデレーション
- NWF世界ヘビー級王座：2回

ワールド・レスリング・カウンシル
- WWC世界ヘビー級王座：1回
- WWCカリビアン・ヘビー級王座：2回
- WWC北米ヘビー級王座：2回
- WWCプエルトリコ・ヘビー級王座：3回
- WWCユニバーサル・ヘビー級王座：3回
- WWCハードコア王座：1回

ワールド・クラス・レスリング・アソシエーション
- WCWAブラスナックル王座：1回

インターナショナル・レスリング・アソシエーション
- IWAインターナショナル・ヘビー級王座（モントリオール版)：3回

インターナショナル・レスリング
- カナディアン・インターナショナル・ヘビー級王座（モントリオール版）：1回

ミッドウエスト・レスリング・フェデレーション
- MWWFヘビー級王座：2回

東京プロレス
- TWAタッグ王座：1回（w / 大黒坊弁慶）

大日本プロレス
- BJWデスマッチ・ヘビー級王座：1回

プロレス大賞
- 1978年度プロレス大賞 大衆賞
- 1979年度プロレス大賞 年間最高試合賞 （アントニオ猪木&ジャイアント馬場 vs タイガー・ジェット・シン&アブドーラ・ザ・ブッチャー、8月26日、オールスター戦）
- 1980年度プロレス大賞 大衆賞

ワールド・レスリング・エンターテインメント
- WWE殿堂：2011年度（インダクターはテリー・ファンク）

## マネージャー
- バディ・コルト
- スカンドル・アクバ
- J・J・ディロン
- グレート・メフィスト
- サー・オリバー・フンパーディンク
- ケビン・サリバン
- ポール・エラリング
- シーク・アドナン・アル＝ケイシー
- ゲーリー・ハート
- ポール・ジョーンズ
- ヒューゴ・サビノビッチ

## ブッチャー軍団
全日本プロレスおよび新日本プロレス参戦時、黒人レスラーを中心としたメンバーを歴代の配下に、後のプロレス界における「ユニット」の先駆けともなる自身の軍団を組織していた。正式なチーム名称は無いが「ブッチャー軍団」「ブラック・パワー軍団」「黒い軍団」「黒い恐怖軍団」などと呼ばれた。
- ボボ・ブラジル
- ルーファス・ジョーンズ
- キラー・トーア・カマタ
- カルロス・コロン
- ビッグ・レッド
- ビッグ・バッド・オー[71]
- レイ・キャンディ
- ミステリアス・アサシン
- バッドニュース・アレン
- S・D・ジョーンズ
- ペロ・アグアヨ
- TNT
- ブラック・アサシン[72]
- ペッツ・ワトレー
- タイガー・コンウェイ・ジュニア
- ランディ・ローズ
- レンジャー・ロス（英語版）[73]
- ジャイアント・キマラ1号
- ジャイアント・キマラ2号

## 入場テーマ曲
- 必殺ドラゴン拳（カール・ダグラス）

「吹けよ風〜」以前に、短期間使用された。
- 吹けよ風、呼べよ嵐[74]（ピンク・フロイド）

代表的な入場曲。後にザ・シーク、タイガー・ジェット・シンなど全日本プロレスの悪役外国人全般のテーマ曲となった。オリジナル・アルバム『おせっかい』、コンピレーション・アルバム『時空の舞踏』に収録。

## メディア出演

### 映画
- 吼えろ鉄拳（1981年、東映） - スパルタカス役（真田広之と共演）

### テレビ
- 渋谷系女子プロレス（2001年）
- アナザーストーリーズブッチャーがやってきた！世紀の悪役、愛と哀しみのドラマ（2019年3月26日、NHKBSプレミアム）

### 音楽
- ザ・ブッチャー（1980年 EP、Continental）
  - A面 ザ・ブッチャー 作詞/作曲：小田裕一郎 編曲：井上鑑 歌：ザ・スープレックス&アブドーラ・ザ・ブッチャー
  - B面 ブッチャー・ザ・グレイテスト 作詞：倉持隆夫 作曲：小田裕一郎 編曲：井上鑑 歌：ザ・スープレックス&倉持隆夫、松永二三男

### CM
- サントリー サントリーレモン
- ダイキン工業 暖・冷房エアコン 黒潮（ミミ萩原と共演）
- 日本コロムビア（現・ディーアンドエムホールディングス） コンパクトカセットテープ「DENON HG 〜デンオンで天国に行こう〜」篇
- サンヨー食品 バソキヤ　ＤＲＹ焼そば　たらこバター風味[75]

## 著書
- 『プロレスを10倍楽しく見る方法』（ワニブックス、1982年8月） ISBN 4584200440
- 『続・プロレスを10倍楽しく見る方法』（ワニブックス、1982年11月） ISBN 4584200521
- 『ブッチャー 幸福な流血』（東邦出版、2003年6月） ISBN 4809403181